# خوسيه موريرا (لاعب كرة قدم)
خوسيه موريرا (1950 بالبرازيل - ) هو لاعب كرة قدم برازيلي في مركز الهجوم. لعب مع سبورتيفو لوكوينو وClub Cerro Porteño (Presidente Franco) ‏.

## وصلات خارجية
- خوسيه موريرا على موقع قاعدة بيانات كرة القدم.إي يو (الإنجليزية)
- خوسيه موريرا على موقع Soccerway.com (الإنجليزية)